# La Ferté-sous-Jouarre
La Ferté-sous-Jouarre és un municipi francès, situat al departament de Sena i Marne i a la regió de Illa de França. L'any 2007 tenia 8.982 habitants.
Forma part del cantó de La Ferté-sous-Jouarre, del districte de Meaux i de la Comunitat de comunes del Pays fertois.

## Demografia
El 2007 tenia 8.982 habitants. Hi havia 3.651 famílies, de les quals 1.225 eren unipersonals, vivint a 4.368 habitatges (3.757 habitatges principals, 265 segones residències i 346 desocupats.

### Piràmide de població
La piràmide de població per edats i sexe el 2009 era:
| Homes | Edats   | Dones |
| ----- | ------- | ----- |
| 9     | 95 o +  | 12    |
| 5     | 90 a 94 | 62    |
| 52    | 85 a 89 | 104   |
| 55    | 80 a 84 | 106   |
| 108   | 75 a 79 | 184   |
| 115   | 70 a 74 | 208   |
| 181   | 65 a 69 | 211   |
| 224   | 60 a 64 | 241   |
| 170   | 55 a 59 | 172   |
| 296   | 50 a 54 | 264   |
| 289   | 45 a 49 | 306   |
| 264   | 40 a 44 | 318   |
| 316   | 35 a 39 | 319   |
| 334   | 30 a 34 | 314   |
| 307   | 25 a 29 | 301   |
| 247   | 20 a 24 | 280   |
| 350   | 15 a 19 | 245   |
| 297   | 10 a 14 | 346   |
| 312   | 5 a 9   | 295   |
| 217   | 0 a 4   | 243   |

## Economia
El 2007 la població en edat de treballar era de 5.853 persones, 4.293 eren actives i 1.560 eren inactives. De les 4.293 persones actives 3.801 estaven ocupades (2.036 homes i 1.765 dones) i 492 estaven aturades (220 homes i 272 dones). De les 1.560 persones inactives 458 estaven jubilades, 558 estaven estudiant i 544 estaven classificades com a «altres inactius».

### Activitats econòmiques
Dels 456 establiments que hi havia el 2007, 5 eren d'empreses extractives, 11 d'empreses alimentàries, 3 d'empreses de fabricació de material elèctric, 11 d'empreses de fabricació d'altres productes industrials, 53 d'empreses de construcció, 104 d'empreses de comerç i reparació d'automòbils, 12 d'empreses de transport, 30 d'empreses d'hostatgeria i restauració, 7 d'empreses d'informació i comunicació, 29 d'empreses financeres, 26 d'empreses immobiliàries, 51 d'empreses de serveis, 82 d'entitats de l'administració pública i 32 d'empreses classificades com a «altres activitats de serveis».
Dels 126 establiments de servei als particulars que hi havia el 2009, 1 era una oficina d'administració d'Hisenda pública, 1 oficina del servei públic d'ocupació, 1 gendarmeria, 1 oficina de correu, 8 oficines bancàries, 2 funeràries, 8 tallers de reparació d'automòbils i de material agrícola, 1 taller d'inspecció tècnica de vehicles, 4 autoescoles, 5 paletes, 9 guixaires pintors, 9 fusteries, 13 lampisteries, 5 electricistes, 5 empreses de construcció, 12 perruqueries, 2 veterinaris, 19 restaurants, 11 agències immobiliàries, 2 tintoreries i 7 salons de bellesa.
Dels 60 establiments comercials que hi havia el 2009, 1 era, 3 supermercats, 1 un supermercat, 5 botiges de menys de 120 m², 11 fleques, 4 carnisseries, 1 una carnisseria, 4 llibreries, 10 botigues de roba, 1 una botiga de roba, 1 una botiga d'equipament de la llar, 3 botigues d'electrodomèstics, 2 botigues de mobles, 4 drogueries, 2 perfumeries, 1 una perfumeria i 6 floristeries.
L'any 2000 a La Ferté-sous-Jouarre hi havia 4 explotacions agrícoles.

## Equipaments sanitaris i escolars
El 2009 hi havia 1 un hospital de tractaments de llarga durada, 1 centre de salut, 4 farmàcies i 2 ambulàncies.
El 2009 hi havia 3 escoles maternals i 4 escoles elementals. A La Ferté-sous-Jouarre hi havia 3 col·legis d'educació secundària i 2 liceus d'ensenyament general. Als col·legis d'educació secundària hi havia 1.666 alumnes i als liceus d'ensenyament general 569.

## Poblacions més properes
El següent diagrama mostra les poblacions més properes.